# Championnat du Paraguay de football 1994
Navigation
Saison précédente Saison suivante
La saison 1994 du Championnat du Paraguay de football est la quatre-vingt-quatrième édition de la Primera División, le championnat de première division au Paraguay. Les vingt meilleurs clubs du pays disputent la compétition, qui se déroule en deux phases, où les équipes se rencontrent une fois. Les vainqueurs de chaque phase s’affrontent en finale pour le titre de champion du Paraguay.
C’est le Cerro Porteño qui est sacré cette saison après avoir terminé en tête de la première phase puis battu le Club Olimpia, vainqueur de la seconde phase. C’est le 23e titre de champion du Paraguay de l’histoire du club.
Afin de réduire le nombre de formations en vue de la prochaine saison, seules les treize meilleures équipes basées à Asuncion se maintiennent parmi l’élite.

## Les clubs participants
| - Club Guaraní - Cerro Porteño - Club Libertad - Club Atlético Colegiales - Club Olimpia - Club Sol de América - Club 8 de Diciembre - Promu de División Intermedia - Club Silvio Pettirossi - Promu de División Intermedia - Club Guaraní Coronel Oviedo - Promu de División Intermedia - Club Sportivo Trinidense - Promu de División Intermedia | - Club Sportivo Luqueño - Club Nacional - Club Cerro Corá - Club River Plate - Club Sport Colombia - Club Presidente Hayes - Cerro Porteño Ciudad Este - Promu de División Intermedia - Deportivo Boquerón - Promu de División Intermedia - Deportivo Humaitá - Promu de División Intermedia - 12 de Octubre FC - Promu de División Intermedia |

## Compétition
Le barème utilisé pour établir l’ensemble des classements est le suivant :
- Victoire : 2 points
- Match nul : 1 point
- Défaite : 0 point

### Première phase
| Rang | Équipe                       | Pts | J  | G  | N  | P  | Bp | Bc | Diff |
| ---- | ---------------------------- | --- | -- | -- | -- | -- | -- | -- | ---- |
| 1    | Cerro Porteño                | 31  | 19 | 13 | 5  | 1  | 40 | 16 | +24  |
| 2    | Club OlimpiaT                | 27  | 19 | 10 | 7  | 2  | 33 | 12 | +21  |
| 3    | Club Sport Colombia          | 26  | 19 | 11 | 4  | 4  | 27 | 17 | +10  |
| 4    | Club Atlético Colegiales     | 26  | 19 | 9  | 8  | 2  | 39 | 17 | +22  |
| 5    | Club Sportivo Luqueño        | 25  | 19 | 11 | 3  | 5  | 35 | 19 | +16  |
| 6    | Club Guaraní                 | 24  | 19 | 10 | 4  | 5  | 36 | 24 | +12  |
| 7    | Club Cerro Corá              | 24  | 19 | 9  | 6  | 4  | 23 | 13 | +10  |
| 8    | Club Nacional                | 21  | 19 | 6  | 9  | 4  | 23 | 19 | +4   |
| 9    | Club Presidente Hayes        | 20  | 19 | 7  | 6  | 6  | 24 | 20 | +4   |
| 10   | 12 de Octubre FCP            | 20  | 19 | 5  | 10 | 4  | 22 | 18 | +4   |
| 11   | Deportivo BoquerónP          | 20  | 19 | 8  | 4  | 7  | 22 | 22 | 0    |
| 12   | Deportivo HumaitáP           | 19  | 19 | 6  | 7  | 6  | 26 | 26 | 0    |
| 13   | Club Libertad                | 15  | 19 | 4  | 7  | 8  | 23 | 29 | -6   |
| 14   | Club River Plate             | 15  | 19 | 4  | 7  | 8  | 23 | 31 | -8   |
| 15   | Club Sol de América          | 15  | 19 | 5  | 5  | 9  | 21 | 32 | -11  |
| 16   | Cerro Porteño Ciudad EsteP   | 14  | 19 | 4  | 6  | 9  | 25 | 33 | -8   |
| 17   | Club Sportivo TrinidenseP    | 12  | 19 | 2  | 8  | 9  | 14 | 24 | -10  |
| 18   | Club Guaraní Coronel OviedoP | 10  | 19 | 1  | 8  | 10 | 15 | 33 | -18  |
| 19   | Club Silvio PettirossiP      | 9   | 19 | 1  | 7  | 11 | 13 | 40 | -27  |
| 20   | Club 8 de DiciembreP         | 7   | 19 | 0  | 7  | 12 | 9  | 48 | -39  |

|  | Qualification pour la finale nationale               |
|  | T : Tenant du titre P : Promu de División Intermedia |

### Seconde phase
| Rang | Équipe                       | Pts | J  | G  | N  | P  | Bp | Bc | Diff |
| ---- | ---------------------------- | --- | -- | -- | -- | -- | -- | -- | ---- |
| 1    | Club OlimpiaT                | 34  | 19 | 16 | 2  | 1  | 47 | 13 | +34  |
| 2    | Cerro Porteño                | 28  | 19 | 11 | 6  | 2  | 45 | 19 | +26  |
| 3    | Deportivo HumaitáP           | 24  | 19 | 10 | 4  | 5  | 35 | 26 | +9   |
| 4    | Club Sport Colombia          | 23  | 19 | 7  | 9  | 3  | 25 | 19 | +6   |
| 5    | Club Nacional                | 23  | 19 | 8  | 7  | 4  | 24 | 23 | +1   |
| 6    | Club Presidente Hayes        | 22  | 19 | 8  | 6  | 5  | 32 | 23 | +9   |
| 7    | Club Guaraní                 | 22  | 19 | 8  | 6  | 5  | 30 | 22 | +8   |
| 8    | Club Sol de América          | 21  | 19 | 7  | 7  | 5  | 21 | 18 | +3   |
| 9    | Club Sportivo Luqueño        | 21  | 19 | 6  | 9  | 4  | 29 | 29 | 0    |
| 10   | Club Libertad                | 21  | 19 | 7  | 7  | 5  | 20 | 22 | -2   |
| 11   | Cerro Porteño Ciudad EsteP   | 18  | 19 | 7  | 4  | 8  | 24 | 43 | -19  |
| 12   | Club Atlético Colegiales     | 16  | 19 | 5  | 6  | 8  | 21 | 19 | +2   |
| 13   | Deportivo BoquerónP          | 16  | 19 | 2  | 12 | 5  | 21 | 21 | 0    |
| 14   | Club Cerro Corá              | 16  | 19 | 3  | 10 | 6  | 21 | 22 | -1   |
| 15   | Club River Plate             | 16  | 19 | 6  | 4  | 9  | 23 | 32 | -9   |
| 16   | Club 8 de DiciembreP         | 15  | 19 | 3  | 9  | 7  | 29 | 31 | -2   |
| 17   | 12 de Octubre FCP            | 14  | 19 | 3  | 8  | 8  | 15 | 27 | -12  |
| 18   | Club Sportivo TrinidenseP    | 13  | 19 | 4  | 5  | 10 | 16 | 28 | -12  |
| 19   | Club Silvio PettirossiP      | 9   | 19 | 2  | 5  | 12 | 18 | 32 | -14  |
| 20   | Club Guaraní Coronel OviedoP | 8   | 19 | 2  | 4  | 13 | 21 | 48 | -27  |

|  | Qualification pour la finale nationale               |
|  | T : Tenant du titre P : Promu de División Intermedia |

### Classement cumulé
| Rang | Équipe                       | Pts | J  | G  | N  | P  | Bp | Bc | Diff |
| ---- | ---------------------------- | --- | -- | -- | -- | -- | -- | -- | ---- |
| 1    | Club OlimpiaT                | 61  | 38 | 26 | 9  | 3  | 80 | 25 | +55  |
| 2    | Cerro Porteño                | 59  | 38 | 24 | 11 | 3  | 85 | 35 | +50  |
| 3    | Club Sport Colombia          | 49  | 38 | 18 | 13 | 7  | 52 | 36 | +16  |
| 4    | Club Guaraní                 | 46  | 38 | 18 | 10 | 10 | 66 | 46 | +20  |
| 5    | Club Sportivo Luqueño        | 46  | 38 | 17 | 12 | 9  | 64 | 48 | +16  |
| 6    | Club Nacional                | 44  | 38 | 14 | 16 | 8  | 47 | 42 | +5   |
| 7    | Deportivo HumaitáP           | 43  | 38 | 16 | 11 | 11 | 61 | 52 | +9   |
| 8    | Club Atlético Colegiales     | 42  | 38 | 14 | 14 | 10 | 60 | 36 | +24  |
| 9    | Club Presidente Hayes        | 42  | 38 | 15 | 12 | 11 | 56 | 43 | +13  |
| 10   | Club Cerro Corá              | 40  | 38 | 12 | 16 | 10 | 44 | 35 | +9   |
| 11   | Deportivo BoquerónP          | 36  | 38 | 10 | 16 | 12 | 43 | 43 | 0    |
| 12   | Club Libertad                | 36  | 38 | 11 | 14 | 13 | 43 | 51 | -8   |
| 13   | Club Sol de América          | 36  | 38 | 12 | 12 | 14 | 42 | 50 | -8   |
| 14   | 12 de Octubre FCP            | 34  | 38 | 8  | 18 | 12 | 37 | 45 | -8   |
| 15   | Cerro Porteño Ciudad EsteP   | 32  | 38 | 11 | 10 | 17 | 49 | 76 | -27  |
| 16   | Club River Plate             | 31  | 38 | 10 | 11 | 17 | 46 | 63 | -17  |
| 17   | Club Sportivo TrinidenseP    | 25  | 38 | 6  | 13 | 19 | 30 | 52 | -22  |
| 18   | Club 8 de DiciembreP         | 22  | 38 | 3  | 16 | 19 | 38 | 79 | -41  |
| 19   | Club Silvio PettirossiP      | 18  | 38 | 3  | 12 | 23 | 31 | 72 | -41  |
| 20   | Club Guaraní Coronel OviedoP | 18  | 38 | 3  | 12 | 23 | 36 | 81 | -45  |

|  | Relégation directe en División Intermedia            |
|  | T : Tenant du titre P : Promu de División Intermedia |

### Finale pour le titre
| Équipe 1      | Résultat      | Équipe 2     | Aller | Retour |
| ------------- | ------------- | ------------ | ----- | ------ |
| Cerro Porteño | 1 - 1 4-3 tab | Club Olimpia | 1 - 1 | 0 - 0  |

## Bilan de la saison
| Championnat du Paraguay de football 1994 |                           |
| Champion                                 | Cerro Porteño (23e titre) |
| Qualifications continentales             |                           |
| Copa Libertadores 1995                   | Cerro Porteño             |
| Copa Libertadores 1995                   | Club Olimpia              |
| Copa CONMEBOL 1995                       | Club Atlético Colegiales  |
| Promotions et relégations                |                           |
| Promus en Primera División               | Club Sportivo San Lorenzo |
| Relégués en División Intermedia          | 8 clubs                   |